# Чак Лідделл
Ча́рльз Де́від Лідде́лл (англ. Charles David Liddell; *17 грудня 1969, Санта-Барбара, Каліфорнія, США) — американський спортсмен, професійний кікбоксер і боєць змішаного стилю. Чемпіон світу зі змішаних бойових мистецтв у напівважкій ваговій категорії за версією UFC (2005 – 2007 роки). Популяризував змішані бойові мистецтва в Америці і за її межами. Включений до Залу слави UFC. З 2010 року — віце-президент UFC.
Чак Лідделл входить у трійку чемпіонів, що найдовше утримували титул у ваговій категорії до 93 кг. З 2005 по 2007 рік Лідделл чотири рази захищав свій титул, здобувши всі чотири перемоги нокаутом. Він був одним із найнебезпечніших нокаутерів періоду протистояння PRIDE і UFC, перемагав нокаутами чемпіонів: Тіто Ортіса, Ренді Кутюра, Гая Мезгера, Кевіна Рендлмена, Ренату Собрала та Алістара Оверіма, а також рішеннями суддів: Мурілу Бустаманте, Вітора Белфорта та Вандерлея Сілву. Провівши яскраву і насичену кар'єру, Лідделл не зміг завершити її вчасно: піти зі спорту його змусила низка важких поразок.
Час від часу Лідделл з’являється в камео і епізодичних ролях у голлівудських кінострічках, бере участь у спортивних та інших телепередачах.
У 2008 році вийшла в світ автобіографія Чака Лідделла під назвою «Крижаний. Моє бійцівське життя» (ISBN 978-0-525-95056-1).

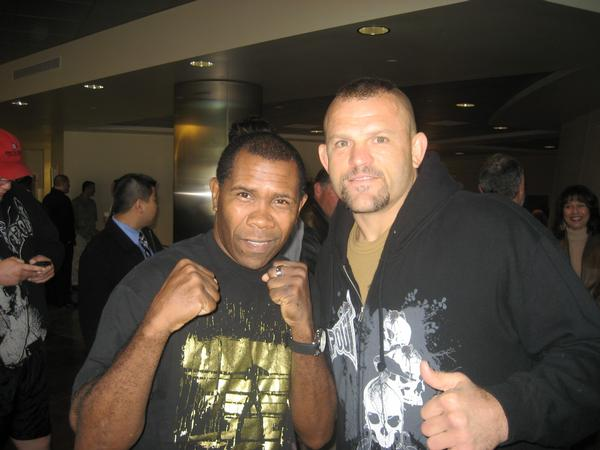
Олімпійський золотий медаліст Говард Девіс і член Залу слави UFC Чак Лідделл.

## Статистика в змішаних бойових мистецтвах
| Результат | Противник         | Спосіб                                | Раунд | Час   | Дата              | Місце                                 | Подія                                                       | Примітки                                                           |
| --------- | ----------------- | ------------------------------------- | ----- | ----- | ----------------- | ------------------------------------- | ----------------------------------------------------------- | ------------------------------------------------------------------ |
| Поразка   | Тіто Ортіс (3)    | Нокаут (удари кулаками)               | 1     | 4:24  | 24 жовтня 2018    | Інглвуд, Каліфорнія, США              | «Golden Boy MMA - Liddell vs. Ortiz 3: War's End»           |                                                                    |
| Поразка   | Річ Франклін      | Нокаут (удар кулаком)                 | 1     | 4:55  | 12 червня 2010    | Ванкувер, Британська Колумбія, Канада | «UFC 115»                                                   |                                                                    |
| Поразка   | Маурісіу Руа      | Технічний нокаут (удари кулаками)     | 1     | 4:28  | 18 квітня 2009    | Монреаль, Квебек, Канада              | «UFC 97»                                                    |                                                                    |
| Поразка   | Рашад Еванс       | Нокаут (удар кулаком)                 | 2     | 1:51  | 6 вересня 2008    | Атланта, Джорджія, Канада             | «UFC 88»                                                    |                                                                    |
| Перемога  | Вандерлей Сілва   | Рішення суддів (одностайне)           | 3     | 5:00  | 29 грудня 2007    | Лас-Вегас, Невада, США                | «UFC 79»                                                    | Виграв премію «Бій вечора».                                        |
| Поразка   | Кіт Джардін       | Рішення суддів (роздільне)            | 3     | 5:00  | 22 вересня 2007   | Анахайм, Каліфорнія, США              | «UFC 77»                                                    |                                                                    |
| Поразка   | Куінтон Джексон   | Технічний нокаут (удари кулаками)     | 1     | 1:53  | 26 травня 2007    | Лас-Вегас, Невада, США                | «UFC 71»                                                    | Втратив титул чемпіона у напівважкій ваговій категорії.            |
| Перемога  | Тіто Ортіс (2)    | Технічний нокаут (удари кулаками)     | 3     | 3:59  | 30 грудня 2006    | Лас-Вегас, Невада, США                | «UFC 66»                                                    | Захистив титул чемпіона у напівважкій ваговій категорії.           |
| Перемога  | Ренату Собрал     | Технічний нокаут (удари кулаками)     | 1     | 1:35  | 26 серпня 2006    | Лас-Вегас, Невада, США                | «UFC 62»                                                    | Захистив титул чемпіона у напівважкій ваговій категорії.           |
| Перемога  | Ренді Кутюр       | Нокаут (удар кулаком)                 | 2     | 1:28  | 4 лютого 2006     | Лас-Вегас, Невада, США                | «UFC 57»                                                    | Захистив титул чемпіона у напівважкій ваговій категорії.           |
| Перемога  | Джеремі Горн      | Технічний нокаут (удари кулаками)     | 4     | 2:46  | 20 серпня 2005    | Лас-Вегас, Невада, США                | «UFC 54»                                                    | Захистив титул чемпіона у напівважкій ваговій категорії.           |
| Перемога  | Ренді Кутюр       | Нокаут (удари кулаками)               | 1     | 2:06  | 16 квітня 2005    | Лас-Вегас, Невада, США                | «UFC 52»                                                    | Виграв титул чемпіона у напівважкій ваговій категорії.             |
| Перемога  | Вернон Уайт       | Нокаут (удари кулаками)               | 1     | 4:05  | 21 серпня 2004    | Лас-Вегас, Невада, США                | «UFC 49»                                                    |                                                                    |
| Перемога  | Тіто Ортіс        | Нокаут (удари кулаками)               | 2     | 0:38  | 2 квітня 2004     | Лас-Вегас, Невада, США                | «UFC 47»                                                    |                                                                    |
| Поразка   | Куінтон Джексон   | Технічний нокаут (рішення кутового)   | 2     | 3:10  | 9 листопада 2003  | Токіо, Японія                         | «Pride Final Conflict 2003» Гран-прі PRIDE (півфінал)       |                                                                    |
| Перемога  | Алістар Оверім    | Нокаут (удари кулаками)               | 1     | 3:09  | 10 серпня 2003    | Сайтама, Японія                       | «Pride Total Elimination 2003» Гран-прі PRIDE (чвертьфінал) |                                                                    |
| Поразка   | Ренді Кутюр       | Технічний нокаут (удари кулаками)     | 3     | 2:40  | 6 червня 2003     | Лас-Вегас, Невада, США                | «UFC 43»                                                    | Бій за титул тимчасового чемпіона у напівважкій ваговій категорії. |
| Перемога  | Ренату Собрал     | Нокаут (удари ногою)                  | 1     | 2:55  | 22 листопада 2002 | Лас-Вегас, Невада, США                | «UFC 40»                                                    |                                                                    |
| Перемога  | Вітор Белфорт     | Рішення суддів (одностайне)           | 3     | 5:00  | 22 червня 2002    | Лас-Вегас, Невада, США                | «UFC 37.5»                                                  |                                                                    |
| Перемога  | Амар Сулоєв       | Рішення суддів (одностайне)           | 3     | 5:00  | 11 січня 2002     | Анкасвіль, Коннектикут, США           | «UFC 35»                                                    |                                                                    |
| Перемога  | Мурілу Бустаманте | Рішення суддів (одностайне)           | 3     | 5:00  | 28 вересня 2001   | Лас-Вегас, Невада, США                | «UFC 33»                                                    |                                                                    |
| Перемога  | Гай Мезгер        | Нокаут (удари кулаками)               | 2     | 2:21  | 27 травня 2001    | Йокогама, Японія                      | «Pride 14»                                                  |                                                                    |
| Перемога  | Кевін Рендлмен    | Нокаут (удари кулаками)               | 1     | 1:18  | 4 травня 2001     | Атлантик-Сіті, Нью-Джерсі, США        | «UFC 31»                                                    |                                                                    |
| Перемога  | Джефф Монсон      | Рішення суддів (одностайне)           | 3     | 5:00  | 6 грудня 2000     | Токіо, Японія                         | «UFC 29»                                                    |                                                                    |
| Перемога  | Стівен Хіт        | Нокаут (удар ногою)                   | 2     | 5:39  | 18 липня 2000     | Фріент, Каліфорнія, США               | «IFC: Warriors Challenge 9»                                 |                                                                    |
| Перемога  | Пол Джонс         | Технічний нокаут (удари кулаками)     | 1     | 3:53  | 24 вересня 1999   | Лейк Чарльз, Луїзіана, США            | «UFC 22»                                                    |                                                                    |
| Перемога  | Кеннет Уільямс    | Підкорення (удушення руками)          | 1     | 3:10  | 31 березня 1999   | Лос-Анджелес, Каліфорнія, США         | «Neutral Grounds 11»                                        |                                                                    |
| Поразка   | Джеремі Горн      | Технічне підкорення (удушення руками) | 1     | 12:00 | 5 березня 1999    | Бей Сент-Луїс, Міссісіпі, США         | «UFC 19»                                                    |                                                                    |
| Перемога  | Жозе Ланді-Жонс   | Рішення суддів (одностайне)           | 1     | 30:00 | 23 серпня 1998    | Сан-Паулу, Бразилія                   | «IVC 6»                                                     |                                                                    |
| Перемога  | Ное Хернандес     | Рішення суддів (одностайне)           | 1     | 12:00 | 15 травня 1998    | Мобіл, Алабама, США                   | «UFC 17»                                                    |                                                                    |